# تپه کولاژدم کوه ۱۰
تپه کولاژدم کوه ۱۰ مربوط به دوره اشکانیان است و در شهرستان کوهدشت، بخش طرهان، ۱/۷ کیلومتری جنوبغرب شهر گراب واقع شده و این اثر در تاریخ ۲۸ اسفند ۱۳۸۵ با شمارهٔ ثبت ۱۸۳۱۷ به‌عنوان یکی از آثار ملی ایران به ثبت رسیده است.